# Karácsonyi ének (film, 2009)
A Karácsonyi ének (eredeti cím: A Christmas Carol) 2009-ben bemutatott amerikai 3D-s számítógépes-animációs film, mely az adaptációja Charles Dickens regénye alapján készült. Az animációs játékfilm rendezője és írója Robert Zemeckis, zeneszerzője Alan Silvestri. A főszereplők Jim Carrey több szerepben is, többek között Ebenezer Scrooge, a jelen, jövő és a múlt szelleme, valamint fiatal és középkorú Ebenezer. További szereplők Gary Oldman, Colin Firth, Bob Hoskins, Robin Wright Penn és Cary Elwes. Amerikában 2009. november 6-án, Magyarországon 2009. november 5-én mutatták be a mozikban.
A Karácsonyi ének forgatása 2008 februárjában kezdődött, majd 2009. november 3-án mutatta be a Walt Disney Pictures.

## Cselekmény
A film középpontjában Ebenezer Scrooge áll. Az 1800-as évek Londonjában járunk, amikor a vén uzsorás, a galád milliomos otthonát karácsony éjjelén három szellem látogatja meg egymást után, akik magukkal viszik egy időutazásra. Az első a múlt szelleme, aki felidézi Scrooge gyerekkorát. A második a jelen szelleme. Megmutatja unokaöccse, Fred és az alkalmazottja, Bob Cratchit otthonát, hogy milyen borzalmas dolgok folytak náluk. A harmadik szellem, a jövőé, aki Scrooge jövőjét mutatja meg.

## Szereplők
| Szereplő                        | Eredeti hang      | Magyar hang     |
| ------------------------------- | ----------------- | --------------- |
| Ebenezer Scrooge                | Jim Carrey        | Kerekes József  |
| Az Elmúlt Karácsony Szelleme    | Jim Carrey        | Faragó József   |
| Az Idei Karácsony Szelleme      | Jim Carrey        | Mihályi Győző   |
| Az Eljövendő Karácsony Szelleme | Jim Carrey        | eredeti hangján |
| Bob Cratchit                    | Gary Oldman       | Háda János      |
| Jacob Marley                    | Gary Oldman       | Reviczky Gábor  |
| Mr. Fezziwig                    | Bob Hoskins       | Papp János      |
| Öreg Joe                        | Bob Hoskins       | Besenczi Árpád  |
| Fred                            | Colin Firth       | Czvetkó Sándor  |
| Belle                           | Robin Wright      | Ruttkay Laura   |
| Mrs. Cratchit                   | Lesley Manville   | Kovács Nóra     |
| Dilberné                        | Fionnula Flanagan | Szabó Éva       |
| Temetkezési vállalkozó          | Steve Valentine   | Botár Endre     |
| Kövér szakács                   | Julian Holloway   | Bácskai János   |
| Peter Cratchit                  | Daryl Sabara      | Moser Károly    |
| Belinda Cratchit                | Molly C. Quinn    | Tamási Nikolett |
| Martha Cratchit                 | Fay Masterson     | Mezei Kitty     |
| Fred sógornője                  | Jacquie Barnbrook | Kocsis Mariann  |
| Fred cselédje                   | Sonje Fortag      | Várnagy Katalin |

- További magyar hangok: Csík Csaba Krisztián, Faragó András, Konrád Antal, Orosz István, Szokol Péter, Szokolay Ottó

## Televíziós megjelenések
- HBO, HBO 2, Film Now